# Cirrhilabrus cyanopleura
Cirrhilabrus cyanopleura là một loài cá biển thuộc chi Cirrhilabrus trong họ Cá bàng chài. Loài này được mô tả lần đầu tiên vào năm 1851.

## Từ nguyên
Từ định danh aurantidorsalis được ghép bởi hai âm tiết trong tiếng Latinh, cyanos ("xanh dương") và pleura ("ở phía bên"), hàm ý đề cập đến lớp vảy cá màu xanh lục lam sẫm của mẫu vật con đực được bảo quản trong cồn (màu tím thẫm khi còn sống).

## Phạm vi phân bố và môi trường sống
Ở Đông Ấn Độ Dương, C. cyanopleura được ghi nhận từ biển Andaman trải dài xuống quần đảo Similan (Thái Lan), đảo Giáng Sinh và bãi cạn Rowley (Úc).
Ở Tây Thái Bình Dương, phạm vi của C. cyanopleura mở rộng đến vùng biển các nước Đông Nam Á và các đảo quốc là Palau, Papua New Guinea và quần đảo Solomon, ngược lên phía bắc là đến quần đảo Ryukyu (Nhật Bản) và đảo Đài Loan, xa về phía nam đến phía bắc rạn san hô Great Barrier. Ở Việt Nam, loài này được biết đến tại Nha Trang và quần đảo Trường Sa.
C. cyanopleura sinh sống tập trung gần các rạn san hô ngoài khơi và trong đầm phá, nơi có nền đáy đá và san hô vụn ở độ sâu khoảng 2–30 m.

## Mô tả
Chiều dài lớn nhất được ghi nhận ở C. cyanopleura là 15 cm. Mống mắt màu đỏ tươi ở cả hai giới.
Cá đực có đầu và thân trước màu xanh lam xám, chuyển dần thành màu nâu da cam đến màu đỏ tía, và trắng ở bụng. Vảy có viền màu tím lam, tím sẫm hơn ở sau vây ngực. Vệt tím trên gốc vây ngực. Vây lưng vó các vệt gợn sóng màu vàng và xanh lam. Cá cái màu đỏ nâu, sẫm màu xanh lục ở đầu với có nhiều chấm màu xanh óng ở thân trên, cũng như đốm đen trên cuống đuôi.
Số gai ở vây lưng: 11; Số tia vây ở vây lưng: 9; Số gai ở vây hậu môn: 3; Số tia vây ở vây hậu môn: 9; Số tia vây ở vây ngực: 15; Số gai ở vây bụng: 1; Số tia vây ở vây bụng: 5.

## Phân loại học
C. cyanopleura tạo thành một nhóm phức hợp loài với 7 loài Cirrhilabrus khác, bao gồm Cirrhilabrus solorensis, Cirrhilabrus chaliasi, Cirrhilabrus aquamarinus, Cirrhilabrus aurantidorsalis, Cirrhilabrus luteovittatus, Cirrhilabrus randalli và Cirrhilabrus ryukyuensis.
Tuy nhiên, một số nhà khoa học chỉ xem C. ryukyuensis là danh pháp đồng nghĩa của C. cyanopleura vì chúng có kiểu hình rất giống với C. cyanopleura, ngoại trừ có thêm một vệt vàng tươi sau vây ngực. C. ryukyuensis được tìm thấy từ phía nam Nhật Bản trải dài đến Philippines. Tea và các đồng nghiệp (2021) vẫn công nhận tính hợp lệ của loài này, và còn phát hiện thêm một quần thể gọi là aff. ryukyuensis ở vịnh Cenderawasih.

## Sinh thái học
C. cyanopleura thường hợp thành đàn lớn trên các rạn san hô. Thức ăn của chúng là các loài động vật phù du.
Các thành viên trong phức hợp loài cyanopleura được biết đến với khả năng tự phát huỳnh quang đỏ khá mạnh, với cường độ và sự phân bổ huỳnh quang trên cơ thể khác nhau giữa cá đực và cái tùy từng loài.

## Thương mại
C. cyanopleura được thu thập trong ngành buôn bán cá cảnh.